# Cryptocarya rigidifolia
Cryptocarya rigidifolia är en lagerväxtart som beskrevs av Van der Werff. Cryptocarya rigidifolia ingår i släktet Cryptocarya och familjen lagerväxter. Inga underarter finns listade i Catalogue of Life.